# Rádio Vizela
A Rádio Vizela é uma rádio local, sediada em Vizela, tendo como frequência 97.2 FM. Atualmente, também exibe online e é detentora de um jornal, o RVJornal, de tiragem semanal.

## Breve historial
A rádio surgiu como rádio pirata, em 1986, por Domingos Vaz Pinheiro e Raul Firmino Miranda Cardoso Pereira, com o objetivo de informar a população da região do Vale do Vizela, sendo sintonizada na frequência 96.2 FM.
Foi para o ar, pela primeira vez, no dia 13 de junho de 1986, pela voz de Pedro Paulo Leite Pedrosa, emitindo, inicialmente, apenas à noite, tendo alargado a sua emissão aos fins de semana, até atingir as 24 horas por dia, fruto da popularidade que viria a gozar.
A Rádio Vizela tornou-se Rádio Vizela - Cooperativa de Radiodifusão, CRL, a 31 de maio de 1988, tendo recebido o alvará para exercício da atividade radiofónica,a 23 de junho de 1990, passando a ocupar a frequência agora através da frequência, que já faz parte do quotidiano de muitos milhares de pessoas em todo o mundo: 97.2 FM. Nesta altura, alargou a sua emissão para os Vales do Vizela e do Sousa.
A legalização da rádio permitiu a expansão da cooperativa, e o desenvolvimento de projetos, sempre assente na divulgação dos anseios, vontades, tradições culturais, religiosas, desportivas, atividades económicas, empresariais e associativas das populações da região.
No século XXI, a Rádio Vizela - Cooperativa de Radiodifusão, alargou o seu domínio ao jornalismo impresso, com a fundação do semanário RVJornal, a 27 de junho de 2003, e o início das emissões online, a 23 de novembro de 2007.

## Missão, valores e compromissos
A Rádio Vizela - Cooperativa de Radiodifusão, CRL é, estatutariamente, uma instituição, sem fins lucrativos e de cariz multisetorial, enquadrando-se no ramo cultural do setor cooperativo consignado na alínea f) do artigo 4.º do Código Cooperativo, aprovado pela Lei Nº 119/2015, de 31/08 e demais legislação complementar aplicável, tem por objeto a emissão radiofónica, por via hertziana ou por quaisquer outras formas de propagação, de programas destinados, essencialmente, às populações dos vales do Vizela e do Sousa, de produção própria da emissora e, bem assim, a publicação periódica de um jornal e/ou de quaisquer outros meios de comunicação social.
Sendo que constituem seus princípios e fins essenciais:
a) a defesa e promoção em geral da música e cultura portuguesa, nomeadamente através da sua divulgação e difusão na região dos vales do Vizela e do Sousa e do incentivo aos, novos e já consagrados, artistas locais e nacionais;
b) contribuir para a informação ao seu público e população em geral acerca das realidades e problemas de natureza, nomeadamente, económica, social, política, educacional, religiosa e desportiva;
c) trabalhar para o desenvolvimento da comunidade local, interagindo nomeadamente com as estruturas locais e regionais que prossigam objetivos similares.